# Julieta Campos
Julieta Campos (L'Avana, 8 maggio 1932 – Città del Messico, 5 settembre 2007) è stata una scrittrice cubana naturalizzata messicana.

## Biografia
Nata a L'Avana, si trasferì in Messico negli anni cinquanta dopo il matrimonio col diplomatico Enrique González Pedrero. Vinse il Premio Xavier Villaurrutia per il suo romanzo Tiene los cabellos rojizos y se llama Sabina (1974).
Dal 1978 al 1982 fu la direttrice della sezione messicana dell'organizzazione internazionale degli scrittori PEN.
Si trasferì nello stato di Tabasco quando il marito venne eletto governatore del Tabasco dal 1983 al 1987. Nel 1989 il consorte fu eletto direttore del Fondo de Cultura Económica (FCE), un giornale per il quale la Campos aveva precedentemente lavorato come traduttrice.
Fu Segretaria al Turismo per il Governo del Distretto Federale durante l'amministrazione di Andrés Manuel López Obrador.
Morì di cancro il 5 settembre 2007 a Città del Messico all'età di 75 anni.

## Opere
- Tiene los cabellos rojizos y se llama Sabina. ISBN 0820314676
- Bajo el signo de IX Bolon
- El lujo del Sol
- Tabasco, un Jaguar Despertado
- ¿Qué Hacemos con los Pobres?
- La Forza del Destino. ISBN 968-19-1312-4
- Reunión de Familia